# Wiki Wiki Shuttle

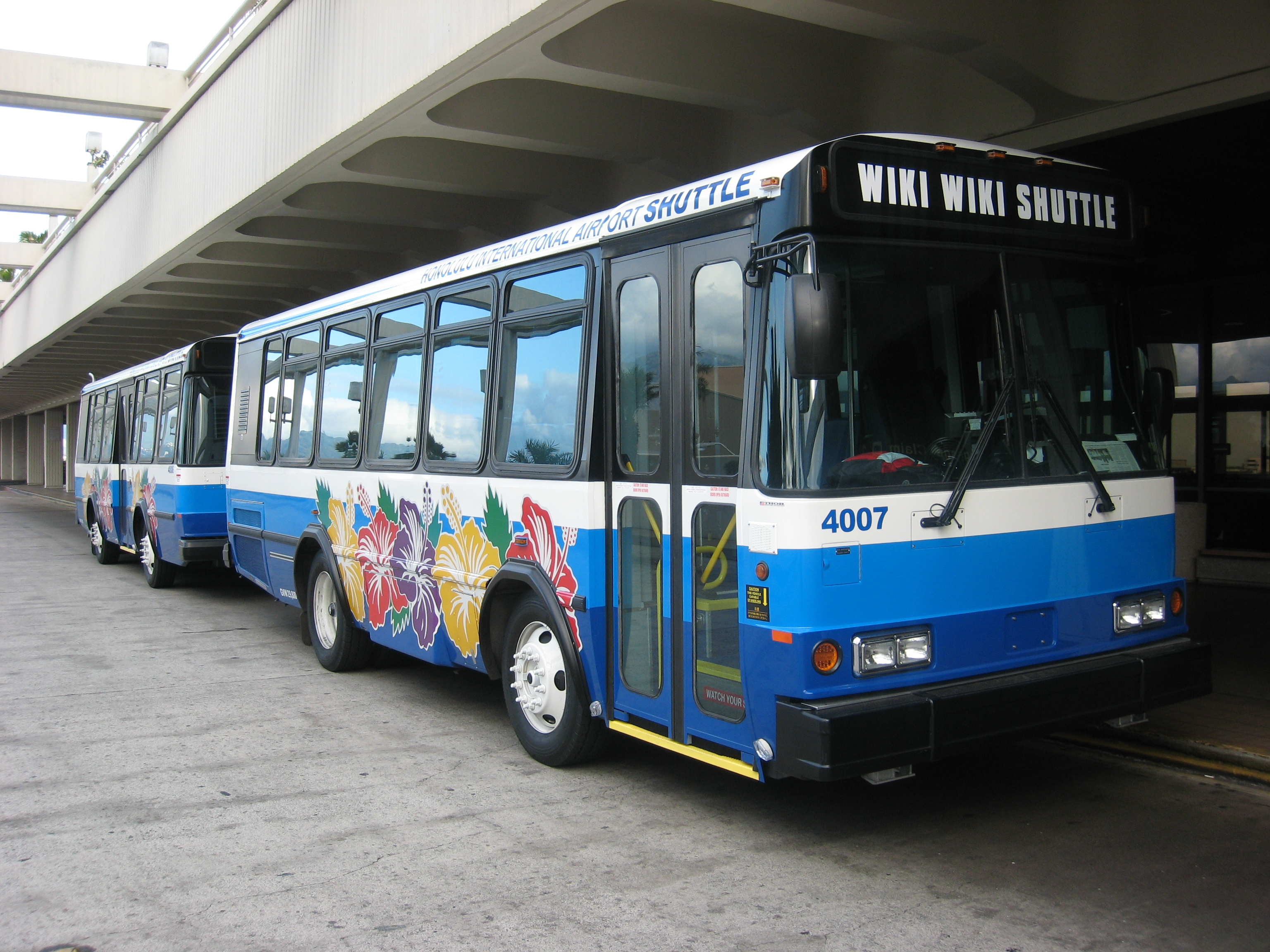
Kyvadlový autobus Wiki Wiki

Wiki Wiki Shuttle je bezplatný kyvadlový autobusový systém provozovaný na mezinárodním letišti v Honolulu. Kyvadlová doprava jezdí mezi 6:00 a 22:00 místního času a mezi letištními terminály přepravuje lidi a zavazadla.
V havajštině slovo „wiki“ znamená rychle a „wiki wiki“ znamená velmi rychle. Jméno autobusu inspirovalo Warda Cunninghama, aby v roce 1994 nazval svoji novou webovou stránku „WikiWikiWeb“. Cunninghamův web byl navržen k tomu, aby umožnil návštěvníkům webu upravit obsah, a tento typ webových stránek se stal známým jako „wiki“, typickým příkladem těchto webů je Wikipedie.

## Omezení provozu

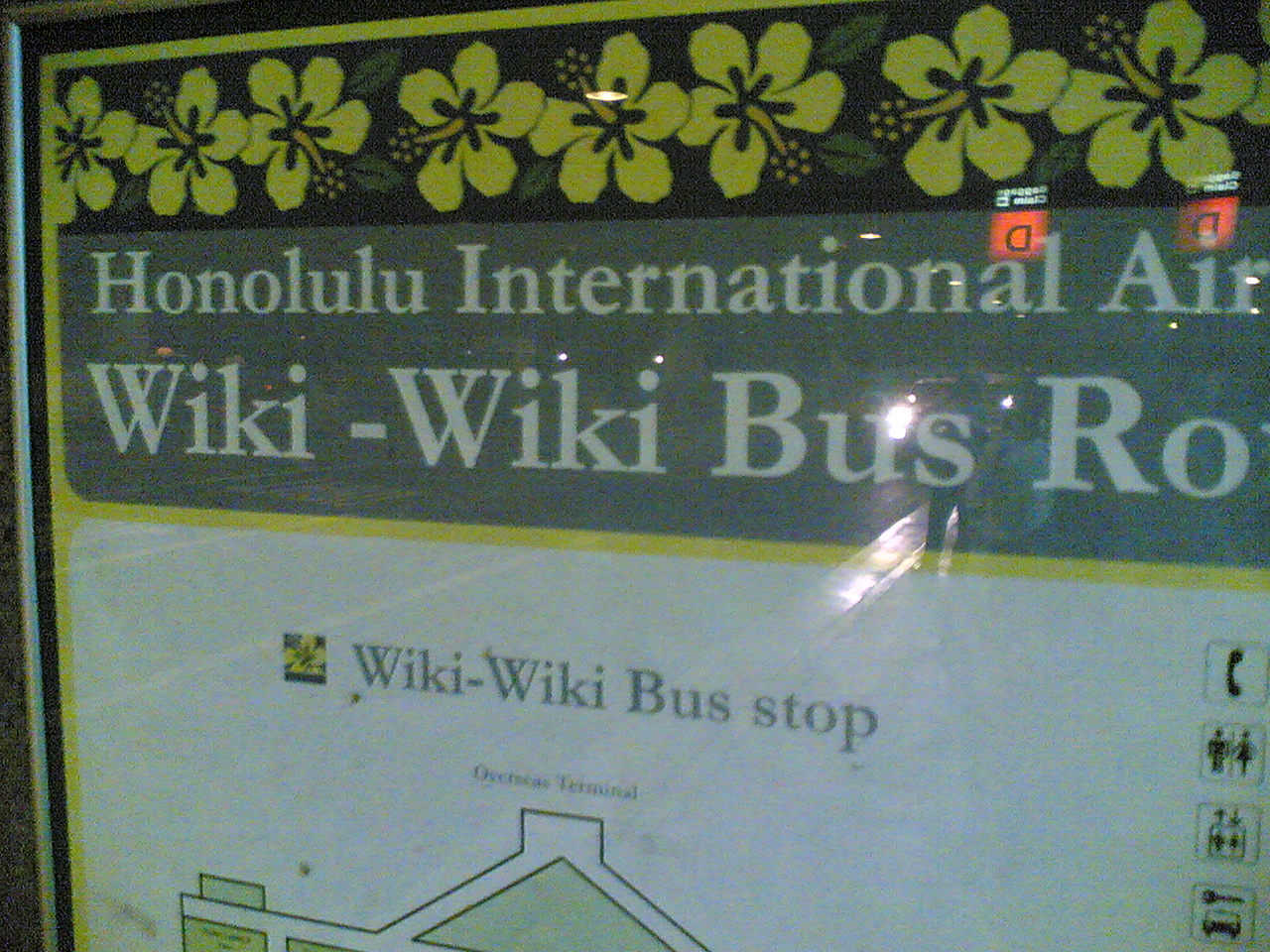
Značka „Wiki-Wiki Bus stop“ na mezinárodním letišti Honolulu na Havaji v roce 2001

Letiště se postupně zbavuje závislosti na autobusech Wiki Wiki, které byly zavedeny v roce 1970 jako „dočasné opatření“. Po téměř půl století provozu si cestovatelé stále stěžují na horké, pomalé a zastaralé autobusy. Bylo uvedeno, že autobusy jsou nejen nepohodlné a nespolehlivé, ale kvůli své hmotnosti také značně zatěžují strukturu budovy.
V listopadu 2004 havajská média informovala, že autobus bude nahrazen klimatizovaným chodníkem. První fáze této úpravy byla dokončena v říjnu 2005, což návštěvníkům poskytlo možnost procházet klimatizovanou halou s pohyblivým chodníkem místo použití autobusů.
Autobusy dříve provozovala Aircraft Services International Group. V dubnu 2009 letiště podepsalo novou smlouvu na provozování kyvadlové dopravy, které byly provozovány společností Roberts Hawaii, a značení na autobusech bylo změněno z „WikiWiki shuttle“ na „HNL shuttle“.
V roce 2013 byly autobusy stále v aktivní službě na letišti v Honolulu, ale jejich využití bylo sníženo pro mezinárodní lety díky chodníku, který se používá od konce roku 2010.
Roku 2013 byly přidány i nové autobusy a byly znovu označeny jako „Wiki Wiki“.